# Karma (Alma)
Karma è un singolo della cantante finlandese Alma, pubblicato il 3 giugno 2016 come primo estratto dal primo EP Dye My Hair.

## Tracce
Testi e musiche di Alma-Sofia Miettinen, Alexsej Vlasenko, Henrik Meinke, Jenson Vaughan, Jeremy Chacon e Jonas Kalisch.
Download digitale
1. Karma – 3:18

Download digitale – Remixes EP
1. Karma (Femme en Fourrure Remix) – 3:40
2. Karma (Katerina & JL Pillowfight Remix) – 4:52
3. Karma (KASPERG Remix) – 3:29
4. Karma (Laz Perkins Remix) – 3:11
5. Karma (POSTAAL Remix) – 3:53
6. Karma (Vince Remix) – 3:18

## Formazione
Musicisti
- Alma – voce
- Jonas Kalisch – basso
- Jeremy Chacon – batteria
- Alexsej Vlasenko – pianoforte
- Henrik Meinke – sintetizzatore

Produzione
- Hitimpulse – produzione, missaggio
- Lex Barkey – mastering

## Classifiche
| Classifica (2016) | Posizione massima |
| ----------------- | ----------------- |
| Finlandia         | 5                 |
| Svezia            | 100               |